# Néa Apollonía
Néa Apollonía är en ort i Grekland.   Den ligger i prefekturen Nomós Thessaloníkis och regionen Mellersta Makedonien, i den nordöstra delen av landet, 290 km norr om huvudstaden Aten. Néa Apollonía ligger 108 meter över havet och antalet invånare är 1 953.
Terrängen runt Néa Apollonía är kuperad västerut, men österut är den platt. Runt Néa Apollonía är det glesbefolkat, med 19 invånare per kvadratkilometer. Néa Apollonía är det största samhället i trakten. Trakten runt Néa Apollonía består till största delen av jordbruksmark.